# Dramapedagogik
Dramapedagogik - att lära ut färdigheter för teater och drama - har bedrivits så länge dessa konstarter funnits, inte minst i antikens Grekland. Den moderna dramapedagogiken utvecklades i början av 1900-talet och är grunden för dramapedagogens arbete.

## Beskrivning
Dramapedagogik, som kan vara både ett ämne och en metod, har rötter inom såväl humanistisk som samhällsvetenskaplig tradition. Närliggande områden är pedagogik, psykologi, sociologi, språk och estetik/teater. Dramapedagogiken kan ses som en pedagogisk eller kommunikativ process där man i grupp använder sig av fiktiva rollspel eller lekar för att utveckla personen eller gruppen. En definition av dramapedagogikens kärna har formulerats som de kommunikativa och konstnärliga processerna samspelar med varandra på ett specifikt sätt, som inte sker inom andra ämnen. En annan beskrivning är En pedagogik där handlingen står i centrum, och vår tids sätt att arbeta med drama i undervisningen där fokus är på elevens sociala och kreativa utveckling. I arbetet med dramaövningar, rollspel, improvisationer och teater utvecklar eleverna dels sin fantasi och förmåga att uttrycka sig, dels sin förmåga att kommunicera, ta ställning och att samarbeta, eftersom allt arbete sker i grupp. En dramapedagog är särskilt utbildad för att arbeta med drama.
Drama är ingen ny företeelse. Redan på 300-talet f. Kr förekom lek och dramatisering i undervisningen. Lärare har i århundraden använt drama som medel i undervisningen. Ordet drama härleds från grekiska ordet dráo som betyder handling. Drama kan också härledas från det grekiska verbet dramein som tolkas som ”att åskådliggöra genom handling”. Just handlingen är centralt i drama. Att dramatisera innebär att man gestaltar en fiktiv handling med hjälp av roller och rollspel. I drama används övningar och uttrycksformer som även tillämpas i teatern. Men i drama används dessa i ett pedagogiskt syfte snarare än ett konstnärligt. Förenklat sett kan man beskriva skillnaden att teater handlar om en kommunikation mellan skådespelare och publik medan drama handlar om deltagarnas upplevelse.
Exempel på dramapedagogiska arbetsformer/metoder är rollspel, improvisation, processdrama och forumspel.

## Dramapedagogikens historia i Sverige
Nordisk dramapedagogik i modern mening utvecklas i början av 1900-talet. Det sker bland annat i mötet mellan barnteater och skönlitteratur.
En förgrundsgestalt var bibliotekarien Elsa Olenius, en pionjär inom den skapande dramatiken i Norden. Elsa Olenius grundade Europas första kommunalt understödda barnteater, Vår teater, 1945.
Dramapedagogiken utgår även från reformpedagogikens tankegångar. I John Deweys efterföljd betonar reformpedagogerna en aktivitetspedagogik (Learning by doing). Den syftar till att stärka barnens självkänsla och utveckla deras kreativitet och förmåga att själva reflektera och ta ställning. I det sammanhanget blev de estetiska uttrycksformerna viktiga eftersom de i hög grad bygger på elevernas eget engagemang.
En tidig representant för den reformpedagogiska hållningen i Sverige var Ellen Key. I sitt verk Barnets århundrade (1900) propagerar hon för betydelsen av att lärarna ser till barnens egna behov.
Sofia flickskola i Stockholm var först i Norden med att införa skapande dramatik på schemat. Där arbetade reformpedagogen Margit Björkqvist.
Många blivande dramalärare upptäckte sitt intresse för drama i kontakten med henne.

## Dramapedagogiskt rollspel
Syftet med rollspelet är att utveckla individer och grupper genom handling och undersökandet av olika typer av roller – både sociala och yrkesmässiga.
Rollspelet vill inom det pedagogiska området ge ny kunskap, befästa och integrera kunskap och belysa/bearbeta konflikter och på så sätt undersöka lösningsalternativ. Inom gruppdynamik kan man genom rollspel studera och påverka dels det psykologiska spelet i en grupp, dels relationer och kommunikation, klargöra normer och i grupp bearbeta problem. Inom psykoterapi kan man genom rollspelet stödja och stärka psykiska försvar, bearbeta känslor, och utvecklas personligen. Används istället rollspel inom teater är det ett bra hjälpmedel för att bredda rollregistret, utforska karaktärer och nå självkännedom.
Genom att flytta en verklig eller eventuell händelse som har hänt eller kan komma att hända till här-och-nu, skapas en distans till situationen samt gör den mer gripbar. Detta är en förutsättning för att situationen ska kunna undersökas och bearbetas.
Eftersom rollspelen bygger på den rollinlärning vi har från det att vi är barn, måste spelen som byggs upp gå tillbaka till ursprunget – man måste alltså själv lära sig att känna den mening rollspelet har för samspelet.
Rollspelet har normalt tre faser – en inledningsfas, där förutsättningarna för spelet byggs upp och information delges deltagarna. Sedan följer själva spelfasen, då spelet iscensätts. Spelfasen kan se ut på olika sätt, beroende av vilken aspekt som sätts i fokus. Sist kommer diskussionsfasen, där deltagarna gemensamt diskuterar och analyserar vad de sett.
Riksförbundet Auktoriserade Dramapedagoger (RAD) använder följande beskrivning: ”Drama är upplevelsens pedagogik som tar med hela människan i en lärande process. Drama är en konstnärlig och pedagogisk arbetsform där lekar, gruppövningar, rollspel och olika teaterformer ingår. I exempelvis rollspel återskapas situationer från det dagliga livet. Genom att pröva olika roller kan en ökad förståelse för andra människor utvecklas. Drama utgår ifrån varje grupps och dess deltagares förutsättningar, intressen och sociala verklighet".

## Drama som ämne
Drama finns inte som ett obligatoriskt ämne i grundskolan. Däremot finns ämnet rörelse och drama som ämne i specialskolan för elever med dövhet eller hörselskada. Drama används ibland inom andra ämnen som en metod för att levandegöra undervisningen. Drama kan även finnas som lokal kurs i form av elevens val eller skolans val. Inom IB finns Drama som obligatoriskt ämne.